# Amaravella
Amaravella (în rusă Амаравелла; din sanscrită amaravella, „lăstarii nemuririi”) sau Cosmiștii (în rusă Космисты) a fost un grup de tineri artiști sovietici activ între 1923 și 1928. Membrii săi au fost Aleksandr Sardan (Barabanov) (1901–1974), Boris Smirnov-Rusețki (1905–1993), Piotr Fateev (1891–1971), Serghei Șigolev (1895–1942?), Viktor Cernovolenko (1900–1972) și Vera Pșesețkaia (1879–1945/46). Din punct de vedere ideologic, grupul a aparținut mișcării cosmiste. Au fost puternic influențați de operele vechi ale Orientului, precum și de Elena Blavatschi, Nicholas Roerich, Mikalojus Konstantinas Čiurlionis și Victor Borisov-Musatov. 